# Luksusbil
En luksusbil (Bilsegment F) er en bil i den øverste klasse i den fælles europæiske bilklasseinddeling og over øvre mellemklassebil.
I denne klasse findes kun limousiner, coupéer og cabrioleter, ingen stationcars. Klasseinddelingen afgøres ud fra bilernes ydelse, ikke bilernes størrelse.

## Aktuelle modeller
- Aston Martin Rapide
- Audi A7
- Audi A8
- Bentley Continental Flying Spur
- Bentley Continental GT
- Bentley Continental GTC
- Bentley Mulsanne
- Bentley Azure
- Bentley Brooklands
- BMW 6-serie
- BMW 5 Gran Turismo
- BMW 7-serie
- Holden Statesman/Caprice
- Hyundai Equus
- Jaguar XJ
- Jaguar XKR
- Lexus LS-serie
- Lincoln MKS
- Maserati Quattroporte
- Mercedes-Benz CL-klasse
- Mercedes-Benz CLS-klasse
- Mercedes-Benz S-klasse
- Mercedes-Benz SL-klasse
- Mercedes-Benz SLS AMG
- Porsche Panamera
- Rolls-Royce Ghost
- Rolls-Royce Phantom
- SsangYong Chairman
- Tesla Model S
- Toyota Century

## Modeller før 1990
- Aston Martin Lagonda
- Audi V8
- Bentley Mulsanne
- BMW 7er
- Jaguar/Daimler XJ40
- Maserati Quattroporte
- Mercedes-Benz S-Klasse
- Lincoln Town Car
- Cadillac Brougham
- Lexus LS 400
- Rolls-Royce Silver Spur
- Toyota Century

## Historiske luksusbiler
- Tatra 603 (1957-1975)
- Opel Kapitän (1959–1963)
- Mercedes-Benz 220 S (1959–1965)
- Jaguar Mk V (1948)
- BMW 3200 L (1962)
- Jaguar XJ (Mark I) (1972)
- Lincoln Continental (1961)
- Cadillac DeVille (1962)
- Mercedes-Benz 250 SE Cabrio (1965–1972)
- Gaz 13 Tschaika (1959-1981)